# Samernas historia

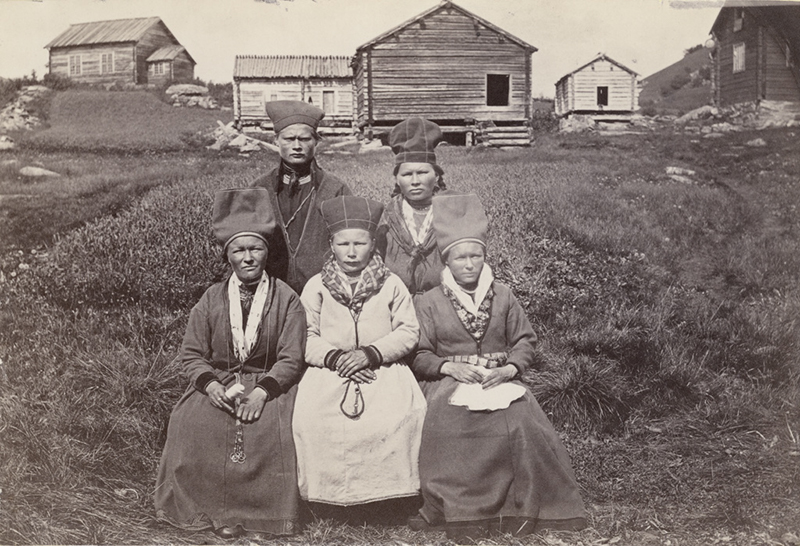
Samer fotograferade av Lotten von Düben i Ammarnäs 1871.

Samernas historia sträcker sig åtminstone tillbaka till vår tideräknings början. Många äldre forskare har dragit slutsatser om samernas historia i mycket äldre tid än så, ibland ända sedan istiden. Idag är arkeologer inte så benägna att använda nutida etniska beteckningar om forntidens kulturer. När det gäller stenålderns fångstkulturer i Norden menar tongivande forskare att deras primära kollektiva identitet troligen var kopplad till den lokala gruppen eller släkten, och inte till någon större övergripande enhet motsvarande det samiska folket. Någon gång omkring Kristi födelse är det dock enligt de flesta nutida forskare relevant att tala om en samisk etnicitet. Under århundradena därefter börjar samerna också omnämnas i skriftliga källor.
Eftersom utvecklingen inom det område som under historisk tid bebotts av samer skiljer sig en hel del från sydligare trakter är det lämpligt att här tillämpa den periodindelning som utvecklades av Hans Christiansson och som har använts av bland andra Evert Baudou.

## Stenålder (ca 8700–800f.Kr.)

### Samernas genetiska ursprung
Huvudartikel: Samernas ursprung
Genetiska studier av framför allt mitokondriellt DNA och Y-kromosom-DNA visar att samerna huvudsakligen har ett västeuropeiskt ursprung och inte är släkt med sibiriska folk. Dock finns genetiska spår både från väster och öster. I en studie från 2007 kom forskarna fram till att merparten av den samiska folkgruppen verkar ha kommit till Norden mycket snart efter istidens slut, antingen från den europeiska kontinenten eller från öster eller från båda hållen. Ytterligare ett tillskott ska sedan ha kommit från öster så sent som för 2 000–3 000 år sedan. Tidigare har den Gropkeramiska kulturen föreslagits förfäder till samerna men detta har blivit motbevisat av omfattande DNA-studier.

### Neolitiska renjägare
Arkeologiska rön kring 2005 anses visa att den norska kusten snabbt koloniserades från sydväst under istidens slutskede. De människor som slog sig ned vid kusten gav upphov till lämningar som blivit kända som Komsakulturen. Dessa lämningar har av äldre forskare, framför allt K.B. Wiklund, ansetts vara spår av samernas förfäder. Han utgick dock från att Komsakulturens människor skulle ha tillbringat hela istiden isolerade vid kusten, vilket alltså inte är forskningens nuvarande ståndpunkt. En invandring längs norska kusten omedelbart efter istiden är däremot helt förenlig med forskningen om samernas genetiska ursprung, vilket innebär att de tidigaste stenålderslämningarna vid Ishavskusten mycket väl kan härröra från en grupp som kom att utgöra en betydande del av samernas förfäder.
I Norrbottens län har under 2000-talet flera boplatser påträffats som måste ha tillkommit mycket snart efter att inlandsisen drog sig tillbaka. De verkar ha använts av renjägare, eftersom det finns renben i fyndmaterialet.  När dessa boplatser var i bruk var de sydligare delarna av Norrland fortfarande täckta av is, vilket gör en invandring från söder osannolik. Det är däremot inte långt till det redan befintliga bosättningsområdet vid Ishavskusten i norr. Ungefär samtidigt verkar det också ha skett en invandring från öster, med koppling till Butovokulturen i västra Ryssland.

### Skifferkultur

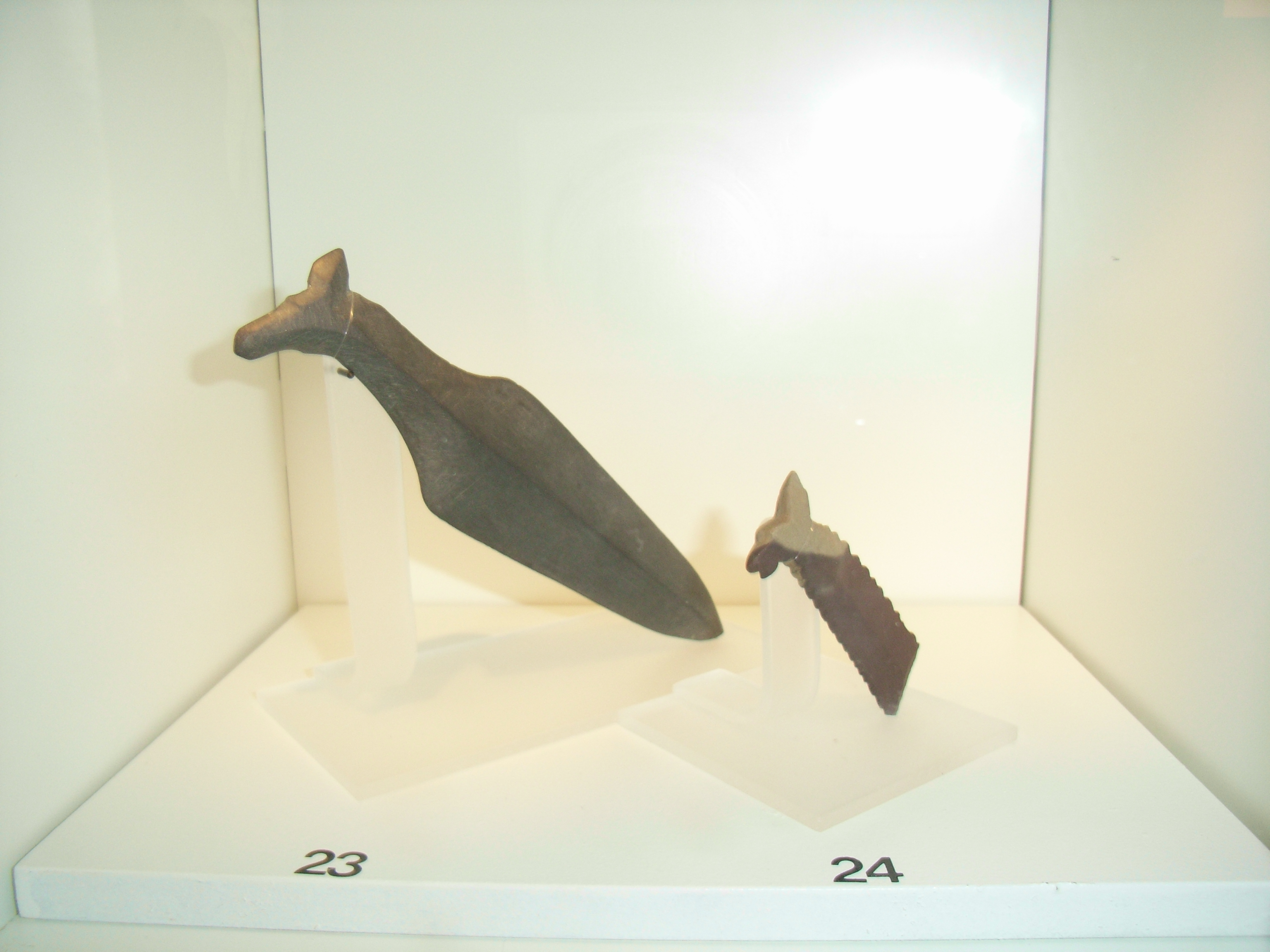
Skifferknivar dekorerade med älghuvuden.

De tidigaste stenåldersfynden i norra Sverige skiljer sig inte särskilt mycket från dem som hittats i södra Sverige. Någon gång omkring 4000 f.Kr. skedde emellertid en differentiering mellan norr och söder. Tidigare hade redskapen i norr tillverkats av kvarts med en teknik som även användes söderut, men nu kom i allt större utsträckning skiffer till användning i norr, och redskapen slogs fram ur stenen med en ny teknik. En övergripande benämning på den kultur som lämnat efter sig dessa redskap är skifferkulturen, och den tycks ha varit dominerande i hela Norrland, särskilt Mellannorrland, samt i mellersta och norra Norge. Även i norra Finland har skifferföremål hittats, men de är inte lika vanliga. Skifferkulturens tid varade fram till omkring 2000 f.Kr.
Eftersom skifferkulturens utbredningsområde i stora drag överensstämmer med samernas bosättningsområde under historisk tid drog två arkeologer, svensken Hans Hildebrand och norrmannen Oluf Rygh, på 1860-talet slutsatsen att skifferkulturens lämningar var spår efter tidiga samer. Idag tror dock arkeologerna att stenåldersmänniskornas identitet snarare var knuten till den lokala gruppen och inte till någon stor, övergripande enhet motsvarande det samiska folket.  Långt senare kom etnologen Phebe Fjellström till en likartad ståndpunkt, även om hon menade att det fångstfolk som levde i norra Sverige vid denna tid bara var en av de två grupper som senare, omkring 2000 f.Kr., smälte samman och bildade den samiska folkgruppen. Enligt Fjellströms uppfattning hade detta fångstfolk ursprungligen bott vid norska kusten i höjd med södra Lappland och norra Ångermanland. Därifrån hade de under tusentals år företagit jaktfärder över Kölen under vintrarna för att jaga älg och med tiden blivit mer eller mindre stationära.

### Migrationsvågor
Under 2010-talet och framåt har man allt mer fokuserat på DNA-analyser för att avgöra samernas genetiska ursprung. Studier visar att en förhistorisk migrationsvåg från Sibirien som nådde Europa för cirka 4000 år sedan gav ett betydande tillskott till samernas arvsmassa. YDNA-haplogruppen (som ärvs från far till son) N1c är särskilt vanlig i Finland och bland samer, och tros ha kommit in i Fennoskandinavien österifrån för minst 1500 år sedan. Den samiska befolkningens bosättning fördaterar inte den skandinaviska befolkningens bosättningar. Initialt de olika gruppernas förfäder bosatt olika delar av den Skandinaviska halvön och hade en liten interaktion till en början för att sedan bli intensivare allt eftersom grupperna expanderade.

## Äldre metallålder (800 f.Kr.–200 e.Kr.)

### Ananinokultur och asbestkeramik
Det arkeologiska fyndmaterialet tyder på att det under det sista årtusendet f.Kr. skedde en markant ökning i handelsutbytet mellan fångstbefolkningen i norra Fennoskandien och avlägsna samhällen med ett annat levnadssätt. Det visar sig i fynd av föremål som importerats österifrån, främst från den så kallade Ananinokulturen i mellersta Ryssland, som tidigt ägnade sig åt järnframställning. Bland fynden finns järnföremål, imponerande bronsyxor och gjutformar.
Bland de inhemska fynden från samma tid märks den så kallade asbestkeramiken, som kan ha använts i samband med metallframställning. Kärlen är utsmyckade med mönster som har stora likheter med den som förekommer på Ananinoyxorna av brons.
Asbestkeramiken har kopplats samman med tidiga samer av bland andra arkeologen Evert Baudou. Han har påpekat att asbestkeramik inte förekommer söder om en gräns som skiljer Övre Norrland från Mellannorrland och Jämtlands län. Norr om denna gräns är älvnamn och de äldsta ortnamnen ofta samiska eller finska, medan motsvarande namn söder om gränsen vanligen är av nordiskt ursprung. För etnologen Phebe Fjellström, som menade att den samiska folkgruppen bestod av en västlig och en östlig grupp som smält samman, var asbestkeramikens folk den österifrån kommande gruppen. Förutom asbestkeramik förde den med sig ett finsk-ugriskt språk till det fångstfolk som redan fanns närvarande i Norrlands inland och som nämnts ovan ifråga om skifferkulturen.

### Den samiska etnicitetens uppkomst

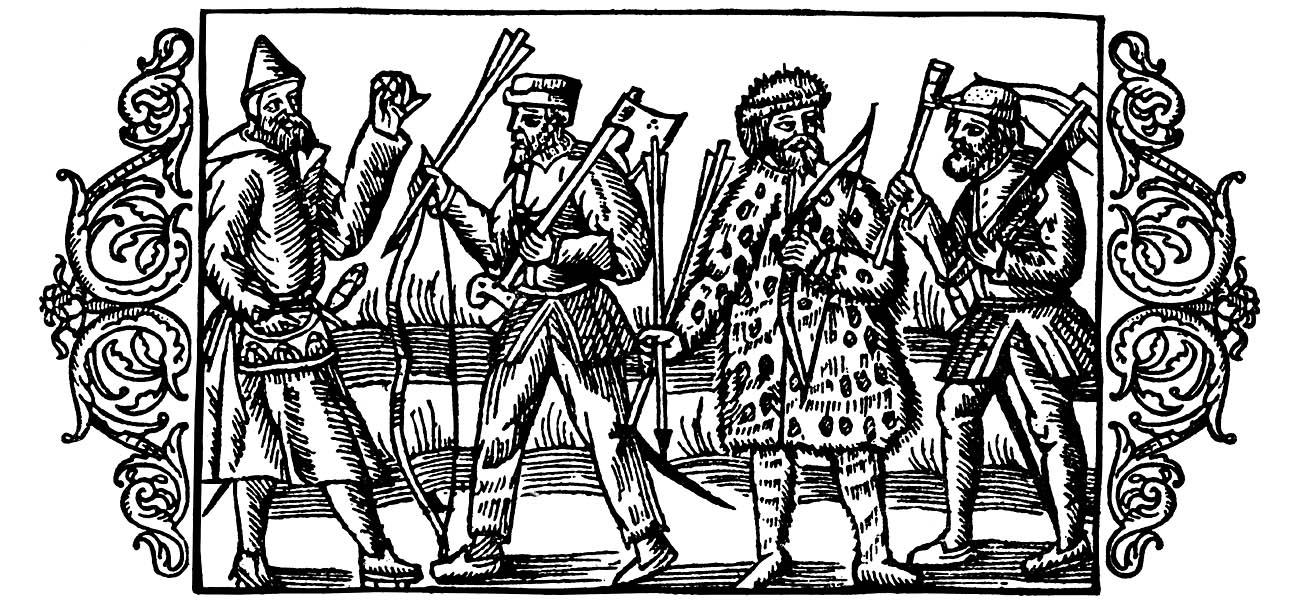
På ett träsnitt från Olaus Magnus Historia om de nordiska folken avbildas Nordens olika folkslag i form av en moskovit, en finne, en same och en göte.

En exakt datering av när samerna kom till som folk eller etnisk grupp är förmodligen omöjlig. Den norske socialantropologen och arkeologen Knut Odner utvecklade dock i början av 1980-talet en modell för den samiska etnicitetens uppkomst, inspirerad av antropologen Fredrik Barths teorier. Delar av modellen har ifrågasatts, men i stora drag står den sig fortfarande.
Knut Odner kopplade samman uppkomsten av en samisk etnicitet med uppkomsten av det samiska språket. Språkforskare menar att samiskan utvecklades under årtusendet före Kristi födelse, troligen i södra Finland. Odner menade att befolkningen i södra Finland dessförinnan var både språkligt och etniskt heterogen, utan övergripande etnicitet. Denna ståndpunkt grundade sig på att de arkeologiska fynden är ganska anonyma vid denna tid. Det fångstfolk som levde där tycks inte ha haft något större behov av att uttrycka sin egenart och etnicitet, i varje fall inte på ett sätt som är igenkännbart för en arkeolog. När finnarnas förfäder kom till södra Finland från Baltikum och slog sig ned som jordbrukare kunde de erbjuda produkter som den redan närvarande fångstbefolkningen tidigare inte haft tillgång till. Odner menade att det framför allt handlade om järn men kanske även om korn och ull. Dessa varor ska fångstbefolkningen ha kunnat skaffa sig i utbyte mot pälsverk. I samband med att allt starkare handelsförbindelser etablerades tog fångstbefolkningen till sig det protofinska språket, som hos dem utvecklades till samiska, menade Odner. Samtidigt utvecklades egna etniska koder hos den samisktalande befolkningen i kontrast till den finsktalande.
I och med att de grupper som antagit en samisk etnicitet utövade en framgångsrik handel med de finska handelsmännen bör deras strategi ha framstått som attraktiv för andra som levde på ett likartat sätt. Enligt Odners modell kom alltfler grupper att definiera sig som samer, vilket ledde till att den samiska etniciteten och det samiska språket spred sig över ett allt större område.
Tidpunkten för när samerna först uppstod som etnisk kategori ville Knut Odner placera någon gång kring Kristi födelse, samtidigt som han menade att processen troligen avslutades först i slutet av vikingatiden. Den svenske arkeologen Evert Baudou accepterade i stort sett Odners sätt att resonera, men han ville tidigarelägga startpunkten och koppla samman utvecklingen av den samiska etniciteten med det östliga handelsutbyte som märks i import av föremål från Ananinokulturen och tillverkning av asbestkeramik. Liksom Odner menade Baudou att den samiska etniciteten uppstått i mötet med andra folk, men Baudou ville förlägga detta till mellersta Norrland och mötet med jordbrukande germaner.
Två norska forskare, historikern Lars Ivar Hansen och arkeologen Bjørnar Olsen, är inne på samma linje som Baudou vad gäller den samiska kopplingen till Ananinokultur och asbestkeramik. Därmed menar de att det är meningsfullt att tala om samisk etnicitet, åtminstone som en "retrospektiv kategori", från och med slutet av sista årtusendet f.Kr. Hansen och Olsen har dock inte anammat Baudous syn på var den samiska etniciteten skulle ha utvecklats, utan menar liksom Odner att detta skedde i södra Finland i samspel med invandrade finska jordbrukare.

## Yngre metallålder (200–1323 e.Kr.)
Eftersom forskarna är tämligen ense om att det är relevant att tala om en samisk etnicitet åtminstone från och med Kristi födelse blir det i de flesta fall okontroversiellt att beteckna fornlämningar från denna tid som samiska. Under första årtusendet intensifierades samernas interaktioner med grannfolken, och samerna började också omnämnas i skriftliga källor.

### Utomnordiska källor
En tidig källa som nämner en folkgrupp som skulle kunna vara samer är Tacitus bok Germania från ca 98 e.Kr. som omnämner fenni. Den grekiske geografen  Ptolemaios nämner sedan ca 150 e.Kr. finnoi (phinnoi) som det nordligaste av sju folk på »ön» Scandia, Skandinavien. Ca 550 upplyser bysantinaren Prokopios om att skrithifinnoi ("skridfinnarna") är det enda vilda folket i Thule, Skandinavien.
Goten Jordanes skriver år 551 i sin Getica, »Om goternas ursprung och gärningar». Han nämner en rad olika folk som bor på ön Scandia eller Scandza. (Sc)Rerefennae eller finni bor längst bort. Om suehans, svearna, säger han, »Det är också detta folk, som med sina indirekta handelsförbindelser med många andra folkstammar, skickar mörkblå pälsar till romarnas nytta och tjänst». »Blå» betyder här svart, och kan syfta på fjällrävens päls eller andra mycket mörka pälsverk. Av dessa och en rad andra källor från århundradena därefter att döma tycks svearna och samerna under det första årtusendet e.Kr. ha varit väl kända ute i Europa.
Den första säkra källan som nämner samer är Paulus Diaconus vid Karl den stores hov, som i slutet av 700-talet kallar dem skridfinnar.

### Härdar och stalotomter

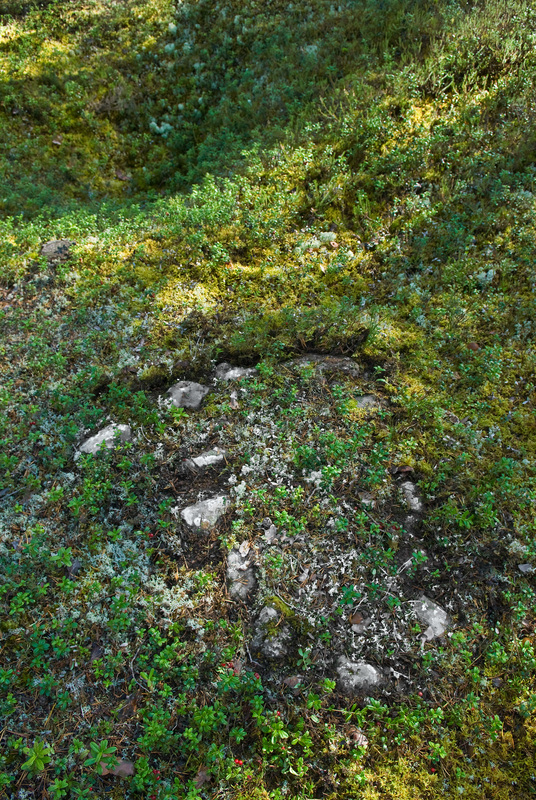
Rester efter härd av samisk typ i Ekorrsele, Lycksele kommun.

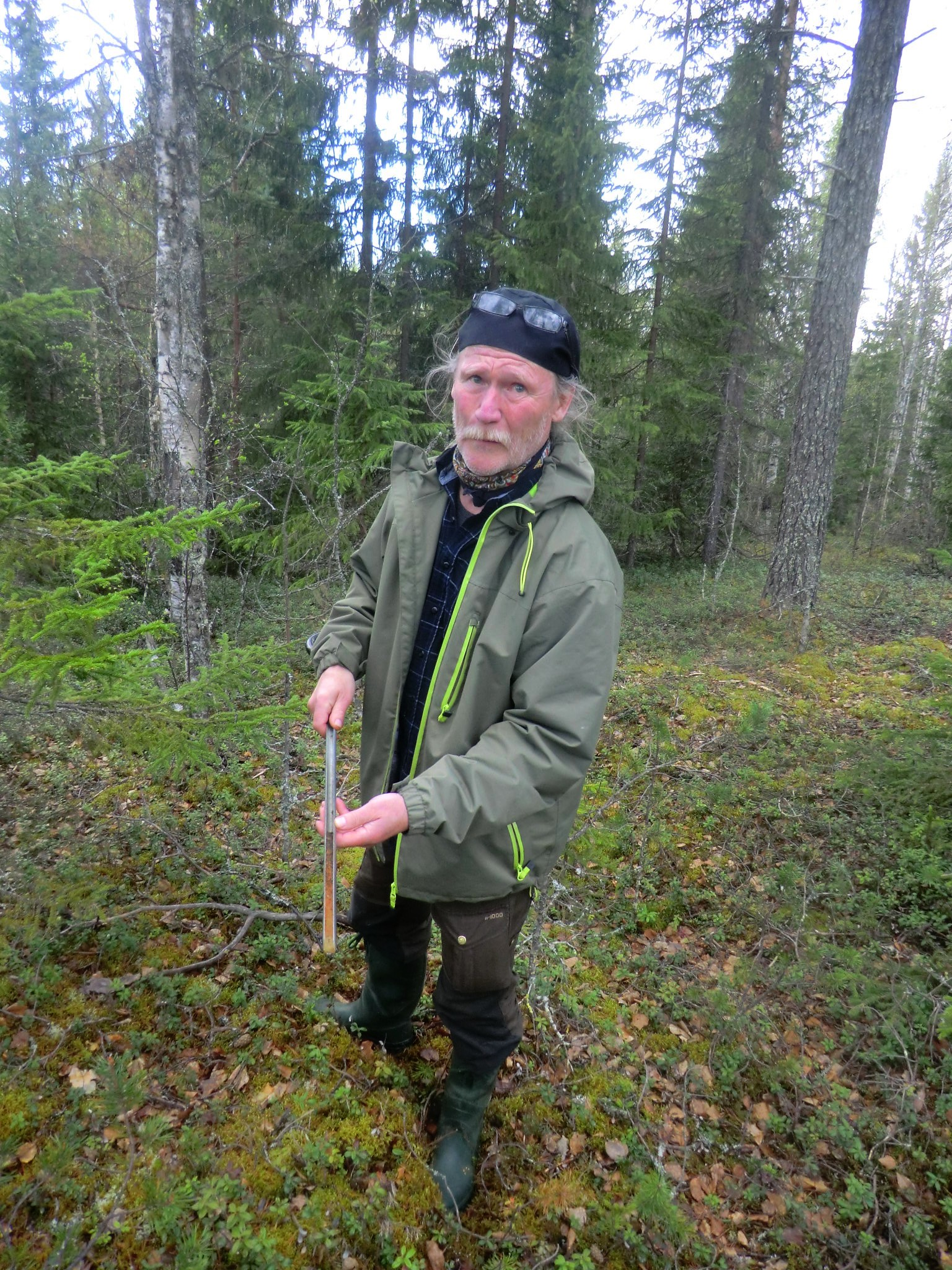
Arkeologen Bernt Ove Viklund visar upp en jordsond som stuckits i en härd med typiskt rödbränd jord under ytan.

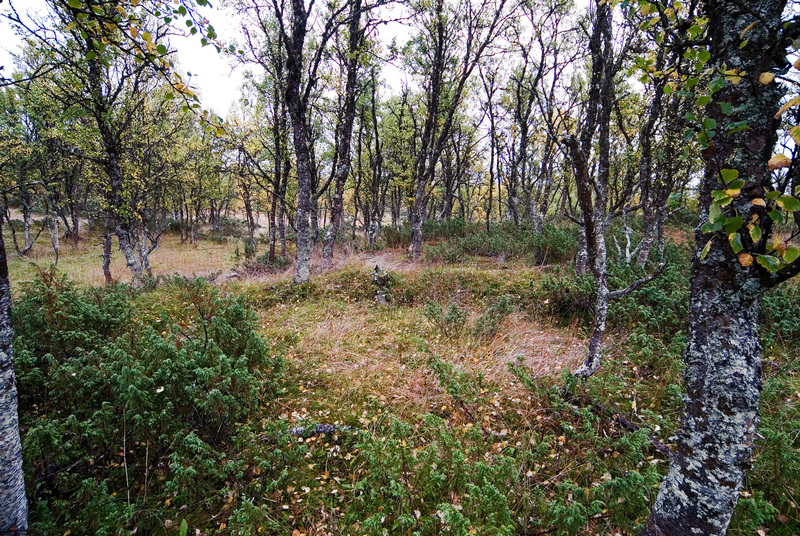
Stalotomt i fjällbjörkskogen på Marsfjället i Vilhelmina kommun, raä 1563.

Den vanligaste samiska fornlämningstypen är härden. Ofta talar man om en härd av samisk typ som har rektangulär eller oval form, precis som härden i en sentida samisk kåta. Ofta har härdarna också en större sten vid ena kortsidan, vilket är typiskt för historiskt dokumenterade kåtahärdar. De härdar som undersökts arkeologiskt förekommer ofta i grupper om tre till tio. Dateringar brukar visa att bara två eller tre av härdarna inom en grupp varit i bruk samtidigt. När det finns många härdar är det spår efter ett återkommande nyttjande, inte av många samtidigt existerande bostäder. Ofta ligger härdarna på rad, vanligen för att de ligger på ett åskrön eller längs en skogsbäck eller myrkant.
En fornlämningstyp som är begränsad till fjällområdet mellan Sverige och Norge är de så kallade stalotomterna, som framför allt förekommer från Lule lappmark och söderut till Lycksele lappmark. Många av stalotomterna har daterats till vikingatiden och framåt. De flesta arkeologer är numera ense om att stalotomterna är lämningar efter samiskt bruk, men däremot inte om huruvida dessa samer ägnade sig åt renjakt eller renskötsel.

### Sagornas vittnesbörd

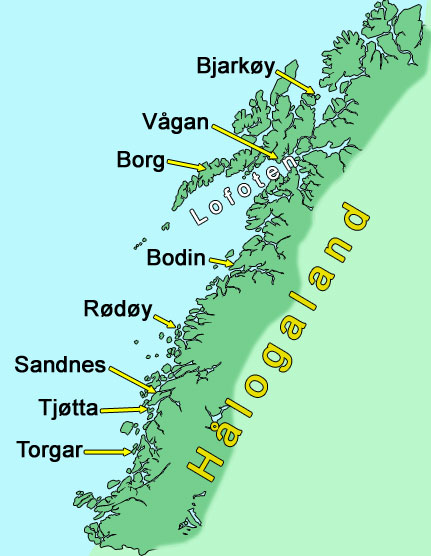
Karta över Hålogland och lokala maktcentra ca 1000 e.Kr.

Längs den norska kusten utvecklades under första årtusendet e.Kr. det nordiska område som kallas för Hålogaland med små hövdingadömen upp till fjorden Malangen i nuvarande Troms fylke. Ottar från Hålogaland, som själv var en av dessa hövdingar eller stormän, berättade omkring år 890 att hövdingarna fick merparten av sina inkomster från den skatt som finnarna (det vill säga samerna) betalade dem. Skatten bestod av skinn, fjäder, valben samt skeppståg gjorda av valrosshud eller sälskinn. Ottar berättade också att han bodde längst norrut av alla norrmän. Han hade givit sig ut på resa vidare längs Norra ishavets kust, ända bort till Kolahalvön och Vita havet, och längs hela den sträckan bodde det endast samer och tersamer. De var fiskare, fågelfängare och jägare.
När den förste norske kungen, Harald Hårfager, i slutet av 800-talet underkuvade de norska hövdingarna skaffade han sig också monopol på handeln och skatteuppbörden bland samerna. I Egil Skallagrimssons saga beskrivs hur kungens förtroendeman, Torolv Kvällulvsson, gav sig av från sin gård gården Torgar (nuvarande Brønnøy kommun) och reste österut på finnfärd om vintern tillsammans med ett hundratal beväpnade män. Under dessa färder tog han upp skatt och höll "köpstämma" bland samerna. Torolv kom också i kontakt med kväner och karelare, och sagan har tolkats som att alla tre grupperna handlade med samerna i konkurrens med varandra. Annan vittnesbörd om handel mellan nordbor och samer ges i Tåten om Odd Ófeigsson som utspelar sig under Harald Hårdrådes tid (1045–1066). Där nämns finnar, Finnmarken och ön Tjøtta (Þjótta) som idag ligger i Nordland fylke.
Enligt sagorna kom samer och norrmän även i kontakt med varandra i södra Norge. En av Harald Hårfagers hustrur ska ha varit Snöfrid Svåsesdotter, en samisk kvinna från Dovrefjäll. Två av de första kristna lagsamlingar som användes på Östlandet, Eidsivatingslagen och Borgartingslagen, förbjuder också uttryckligen norrmän att söka trolldomshjälp hos samerna. Detta anses återspegla att sådana kontakter var en realitet i förkristen tid, och att samerna fanns på Östlandet.
Trots sagorna och lagtexterna har samernas förhistoriska närvaro i södra Norge länge varit omdiskuterad. Därför väckte det stor uppmärksamhet när en rad av fyra typiskt samiska härdar hittades vid Aursjøen på Dovrefjäll 2006. De har daterats från omkring år 700 till mitten av 900-talet och har kopplats samman med sagan om Snöfrid Svåsesdotter

#### Nordiskt inflytande på samiskan
Samernas tidiga kontakter med nordborna ledde till att ett stort antal lånord togs upp i det samiska språket. En del av dem har urnordisk karaktär, vilket innebär att de lånades in före 800 e.Kr. Bland lånorden från urnordisk och fornnordisk tid märks bland annat ord som har att göra med båtbyggeri (gielas, köl; borde, bord i båtens sida; suwdas, sud, fog mellan två bord) och havsfångst (fales, val; dorske, torsk; silde, sill). Den allra största mängden urnordiska lånord är dock relaterad till boskapsskötsel och åkerbruk, som gussa (ko), ullo (ull), mielke (mjölk), vuosta (ost), galdit (gälla, kastrera med kniv) med flera.

### Vikingatida handel i Sverige

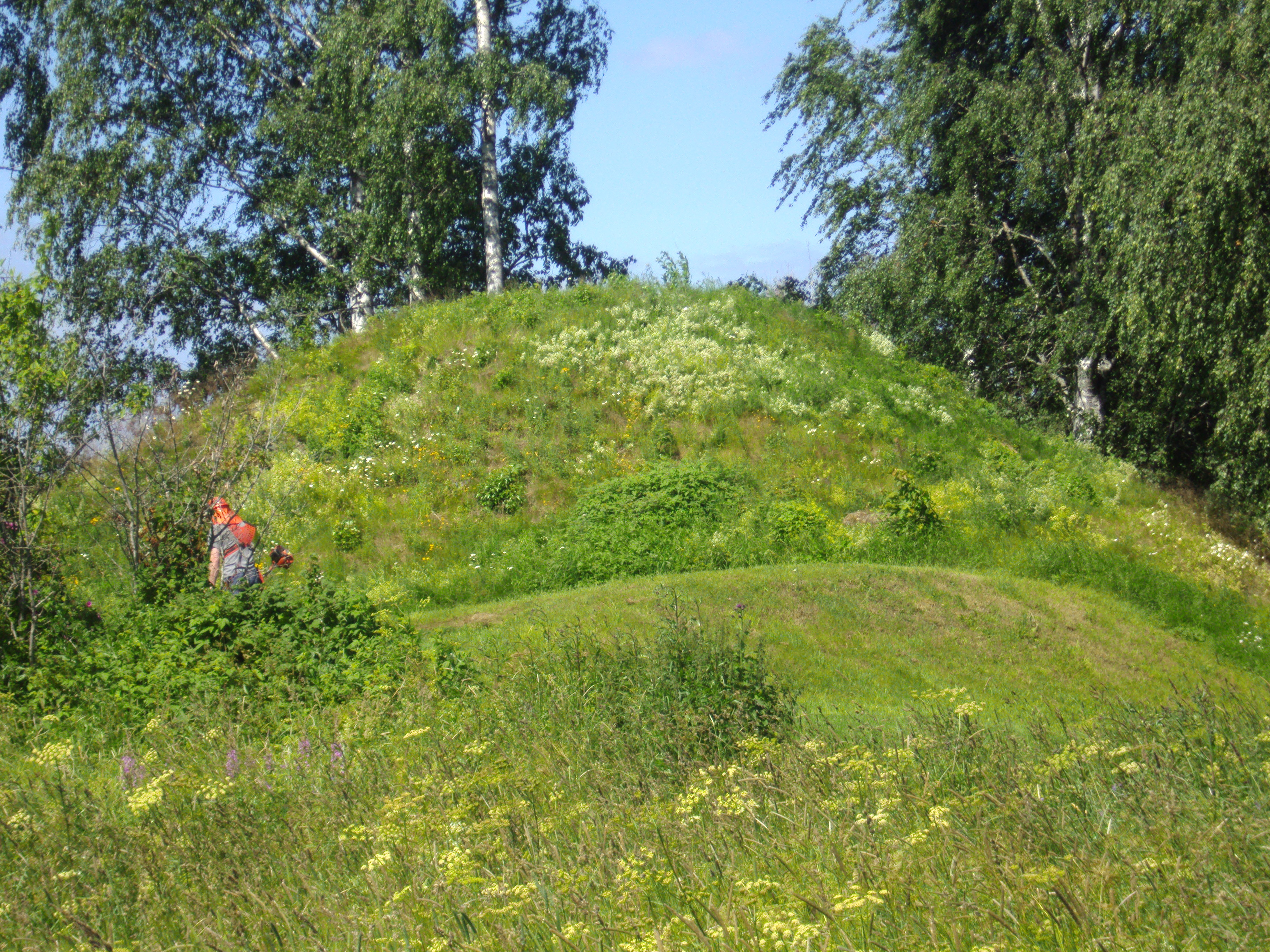
Gudmundshögen i Frånö, en av gravhögarna i Ådalen.

På svensk sida sträckte sig den vikingatida jordbruksbygden upp längs Norrlandskusten till norra Ångermanland. Till skillnad från när det gäller de norska vikingahövdingarna finns inga skriftliga källor som vittnar om kontakter med samerna, men försök har gjorts att påvisa likartade förhållanden utifrån arkeologiska fynd. Det gäller framför allt den mycket rika järnåldersbygden i Ådalen med många gravhögar och silverskatter. Den svenske arkeologen Leif Grundberg har hävdat att de rika fornfynden i Ådalen är en följd av omfattande handel med framför allt pälsverk från lappmarken kring Ångermanälvens övre lopp. Gravfältet på Långön i Hoting, som daterats till 900- och 1000-talen, uppfattas då som en plats i detta handelssystem.

### Internationella handelsnätverk
De så kallade offerplatsfynden, som påträffats på ett tiotal platser i svenska Lappland, från Rautasjaure i Torne lappmark till Bäsksjö i Åsele lappmark, pekar emellertid främst på handelskontakter i öst-västlig riktning. Offerplatsfynden består framför allt av mynt och andra metallföremål som daterats till perioden 1000–1300 e.Kr. Föremålen är från Danmark, Norge, Ryssland, Baltikum, Tyskland, England – i några fall arabvärlden.
När det gäller kontakterna österut bör man komma ihåg att samernas utbredningsområde i nuvarande Ryssland tidigare var mycket större än idag. Fram till de första århundradena e.Kr. levde det troligen samer söder om Sankt Petersburg. De trängdes emellertid undan av vepser och assimilerades även i någon utsträckning. I området mellan de stora sjöarna Onega, Ladoga och Beloje ozero levde samerna kvar till någon gång omkring 800 e.Kr., kanske ännu längre.
Från och med 800-talet blev staden och sedermera staten Novgorod en alltmer betydelsefull aktör i handeln på Nordkalotten. Novgoroderna gjorde expeditioner till Vita havet från och med 1000-talet och började etablera slaviska bosättningar i området någon gång därefter.

### Renskötselns uppkomst
Vad gäller den näring som mer än andra brukar kopplas ihop med den samiska kulturen, renskötseln, så är tidpunkten för dess uppkomst omdiskuterad. Ottar från Hålogaland berättade omkring år 890 att han själv ägde 600 tamrenar, varav sex lockrenar, som han sade var mycket dyrbara bland samerna eftersom de användes som lockdjur vid renjakt. Detta anses utgöra ett belägg för att åtminstone någon form av domesticering av ren förekom vid denna tid.
Pollenanalyser har givit indikationer om att en mycket småskalig renskötsel möjligen kan ha förekommit i Norrlands inland från och med Kristi födelse, mer säkert några hundra år senare.
Boplatsmönstret i övre Norrlands inland förändrades också märkbart i början av vikingatiden. Äldre boplatser påträffas i allmänhet vid stränder, men från och med omkring 700 e.Kr. verkar boplatserna framför allt ha placerats vid myrar, kallkällor, bäckar och småsjöar i områden med bra renbete. Detta har tolkats som att renskötseln vid denna tidpunkt fick större betydelse.

### Kustsamisk kultur i Sverige

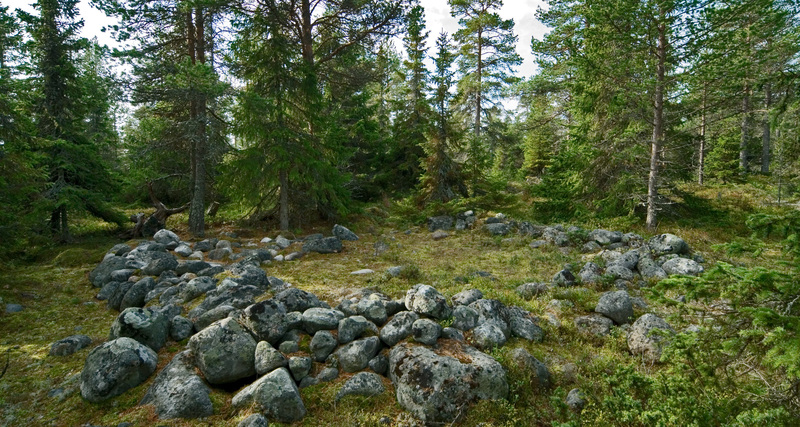
Tomtning på Bjuröklubb i Skellefteå kommun där vad som förmodas vara en samisk björngrav hittats. Kol från tomtningens härd har daterats till 779–968 e.Kr. (vikingatid).

Längs Norrlandskusten finns en fornlämningstyp som i mycket liknar stalotomterna. Det är låga formationer av sten, oftast rektangulära men ibland runda, som anses vara lämningar efter enkla kojor som använts i samband med fiske och fångst. För det mesta uppträder de i grupper, ofta i klapperstensfält.
Tomtningarna har daterats från år 1 till 1249 e.Kr. Den amerikanske arkeologen Noel D. Broadbent vill se tomtningarna som lämningar efter en tidig kustsamisk kultur som han menar förekom söderut till Hornslandsudde i Hälsingland. Broadbent menar att dessa kustsamer säsongsvis utnyttjade dels säljaktsstationerna i havsbandet, dels boplatser lite längre in i landet där man bedrev djurhållning (med ren, får, getter och nötkreatur). Även järnframställning var något som kustsamerna ägnade sig åt, enligt Broadbent.
En orsak till att Broadbent ser tomtningarna som samiska lämningar är rester efter en brunbjörn som påträffats i en av tomtningarna på Bjuröklubb. Lämningarna har tolkats som en björngrav, en fornlämningstyp som hittats i Sverige och Norge. Eftersom det är väl känt från historisk tid att samerna betraktat björnen som ett heligt djur, och deras björnjakt var omgiven av en mängd olika ritualer, brukar björngravarna betraktas som otvetydigt samiska. I Norge förekommer de framför allt i Nord-Troms och de har daterats från 200–300 e.Kr. till 1700-talet. I Sverige har björngravar främst påträffats inom sydsamiskt område och har framför allt daterats till 1700- och 1800-talen.

## Medeltiden till modern tid
Den samiska befolkningen dominerade vid den historiska tidens början det som i medeltida källor kallades lappmarken (ungefär dagens svenska och finska Lappland samt norska Finnmark fylke), men samexisterade även med jordbrukande befolkning i angränsande landskap. Kustsamer har levat sedan förhistorisk tid i norra Norge. I Sverige förmodas skogssamer med lappskatteland ha levt i norra Ångermanland och norr därom. Skogssamer utan lappskatteland och sockensamer var sydliga samer (icke-fjällsamer varav vissa talade ett numera utdött icke-sydsamiskt språk) i Mellannorrland och Mellansverige, sannolikt inklusive Värmland och Dalarna. Exempel på en fyndplats utanför lappmarken som av vissa forskare tolkats som samisk boplats, offerplats och begravningsplats är Vivallen i nordvästra Härjedalen, från 1100-talet. Genom handel levde samerna i ekonomisk symbios med bondebefolkningen. I takt med att den germanska jordbrukarbefolkningen uppodlade allt större landområden, trycktes den samiska halvnomadiska jägar-samlarkulturen tillbaka, eller bildade blandkulturer och assimilerades i dessa områden.
I Tornedalen och kring Luleälvens mynningsområde etablerades en fast, jordbrukande finsktalande befolkning någon gång på 1000-talet, ibland kallade kväner. Samernas närvaro i norra Norrlands kustland är därför omdiskuterad.  
Samerna bedrev handel med bland annat renskinn vid de norska fjordarna redan på 1300-talet. I utbyte gav handelsmännen varor som tyg, klädsmycken och silversmycken, tillverkade av städernas guldsmeder.

Lappländska dräkten.
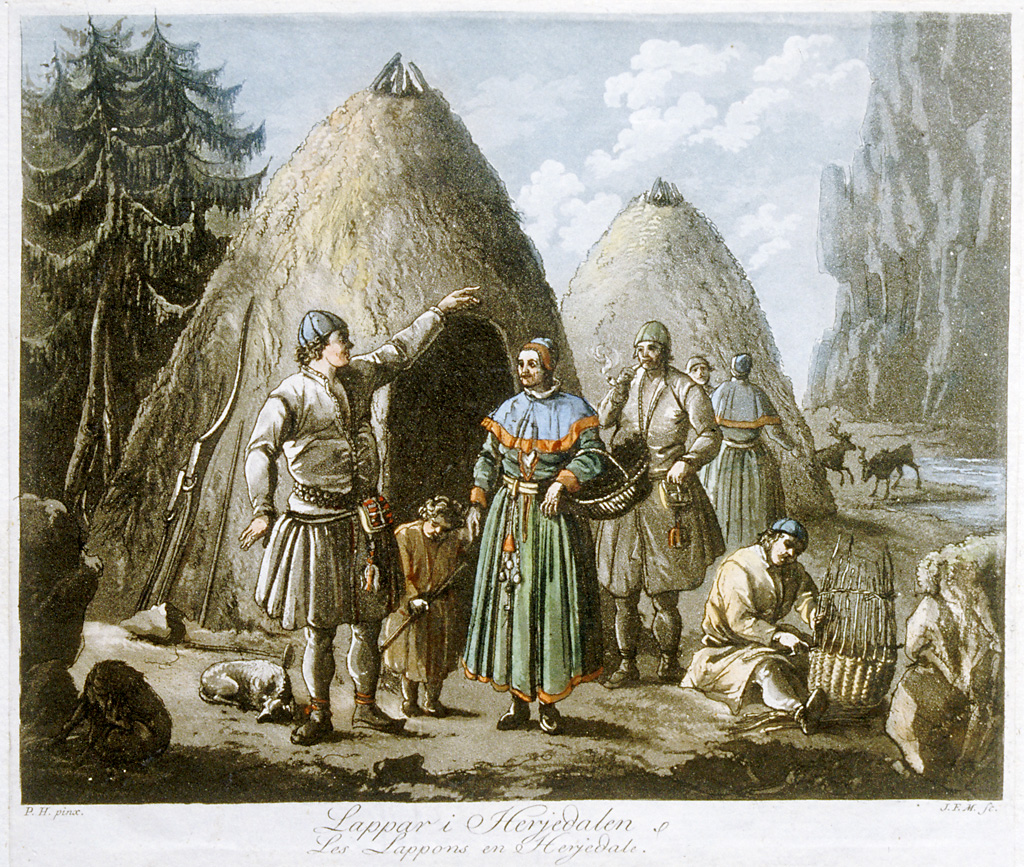
Samer i Härjedalen.
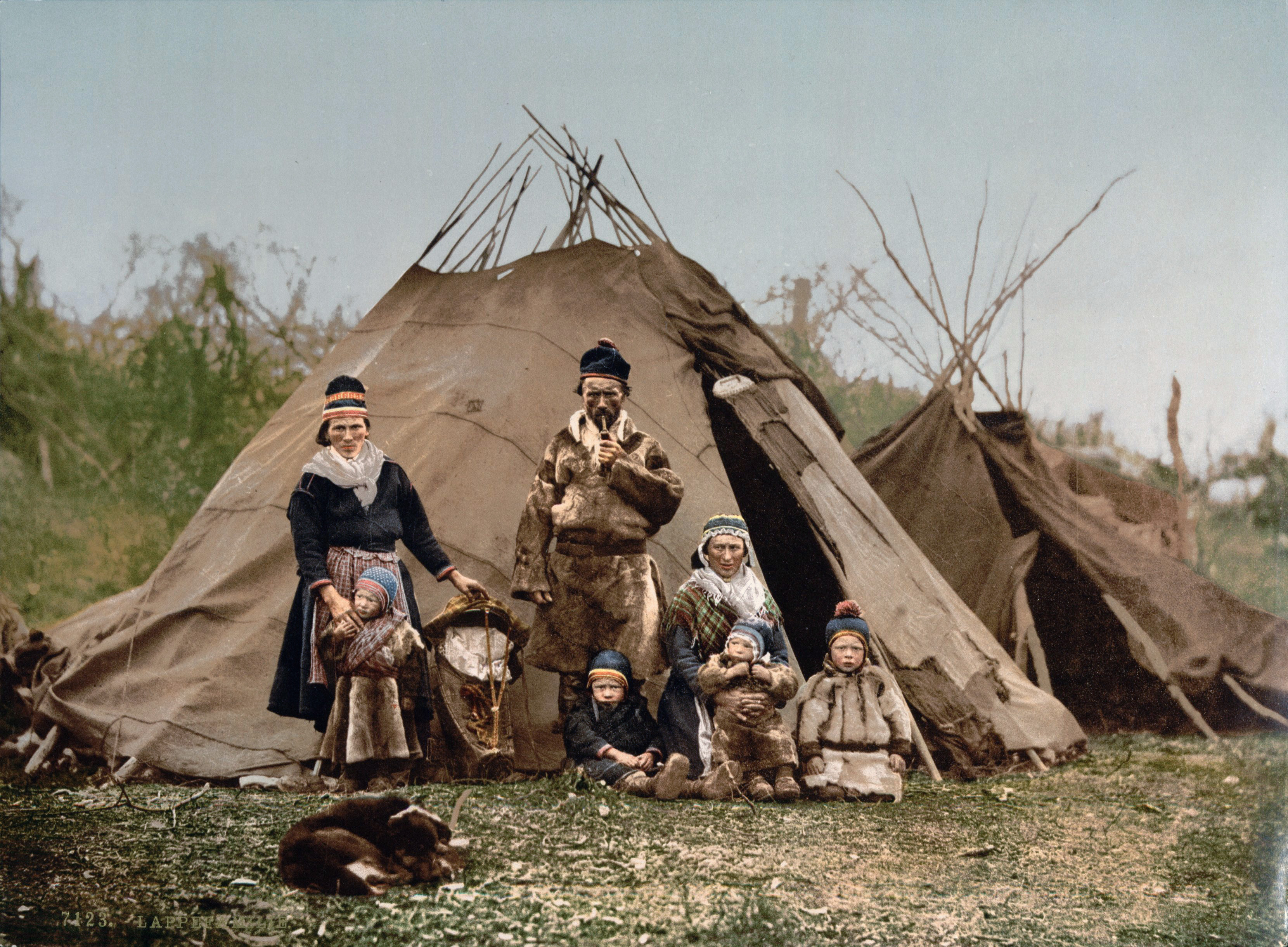
Samefamilj i Norge, kring år 1900.
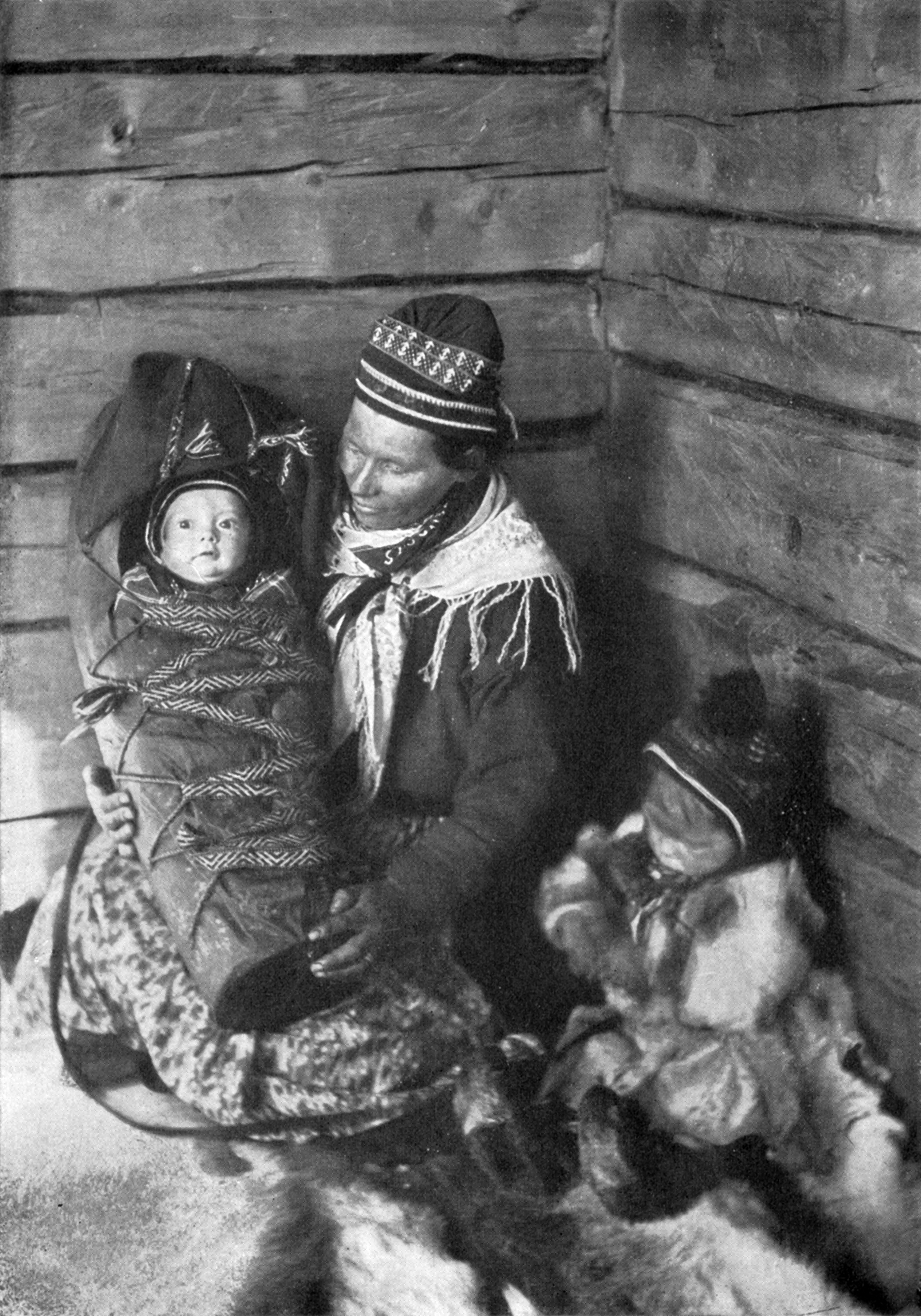
Samekvinna med barn, varav ett i vagga. Ur tidskriften National Geographic från 1917. Foto av Borg Mesch.
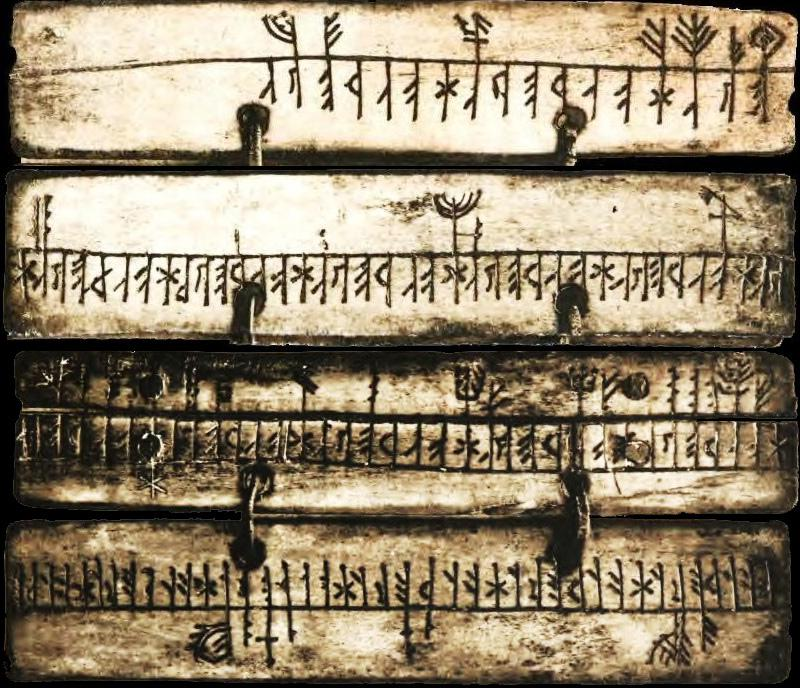
Samisk runkalender

I och med Nöteborgstraktaten 1323 reglerades gränsen mellan Novgorods och Sveriges intresseområden. Ungefär samtidigt började den svenska kronan stärka sitt inflytande över Norrland. Det arkeologiska materialet visar att det östliga handelsinflytandet i norra Norrland upphörde efter 1200-talet. Av allt att döma lyckades Sverige under 1300-talet utvidga sin sfär längs hela den västra sidan av Bottenviken och vidare fram till vattendelaren mellan Torne och Kemi älvar.
Den svenska handeln med samerna kom därefter att skötas av birkarlarna, vilka förmodligen även tidigare verkat inom området och då haft en koppling till Republiken Novgorod. De fick den svenska kronans skydd för sin verksamhet i Tälje stadga 1328, och betalade själva en skatt eller avgift till kungen i gengäld. De samer som på 1500-talet beskattades av birkarlarna kallades birkarla-lappar, medan samer i Ångermanland och Umeå som lydde omedelbart under kronan benämndes konungalappar. Birkarlaskatten upptogs fram till 1548–1549, då den svenska staten genom Gustav Vasas lappfogde i Västerbotten även började beskatta samerna norr därom direkt. Enligt Sveriges sätt att se på saken hade man rätt att beskatta samerna ända upp till Västerhavet (Norra ishavet).
Av stor betydelse för samerna i framför allt Pite lappmark var verksamheten vid Nasafjälls silververk, framför allt under dess första epok, 1635–1659. Malmtransporterna kunde nämligen bara ske med rendragna ackjor (renforor) och de enda som kunde sköta dessa var samer, vare sig de ville eller inte. Renskötseln blev lidande och många samer lämnade regionen, vilket ledde till att de som blev kvar fick tjänstgöra i allt längre perioder och utsattes för allt hårdare press.
När gränsen mellan Sverige och Norge fastställdes 1751 genom Strömstadstraktaten, reglerades de gränsöverskridande samernas rättigheter genom den så kallade lappkodicillen.
Upplösningen av den svensk-norska unionen 1814–1905 innebar att det blev svårare för samerna att röra sig över gränserna. Många hade tidigare rört sig mellan sommar- och vinterbeten i Norge och Sverige, en del även bort till Ryssland. För att lösa situationen gentemot Norge, som inte ville ha "svenska" samer på sina marker, förflyttade Sverige ett antal familjer längre söderut ända ner till Vilhelmina i Västerbotten. Detta brukar omnämnas som tvångsförflyttningen av Karesuandosamer. Hur mycket tvång det rörde sig om är omtvistat. Bakgrunden var en långvarig tvist om gränserna på Nordkalotten som till sist bland annat medförde att svenska samer inte fick beta sina renar i Nordnorge på sina traditionella sommarbeten vid kusten. Resultatet blev att det fanns för många renar i förhållande till betestillgången längst upp i norra Sverige. Alternativen var slakt eller flytt och många familjer anvisades nya platser längre ner längs fjällkedjan. Det ledde i sin tur till konflikter med de söderboende samerna som tvingades ge plats åt nykomlingarna. Nordsamerna hade också en radikalt annorlunda renskötselmetod – extensiv renskötsel – som innebar att flera familjers och gruppers renar hölls i stora hjordar som bara kantbevakades. Sydsamernas traditionella renskötsel – intensiv renskötsel, där renarna hölls i små hjordar – slogs sönder och många förlorade även sina renar. Denna historia är än idag som ett öppet sår för en del samer, främst i Tärnaområdet.

## Konflikter och motsättningar
Under rashygienens tidevarv blev samerna i likhet med andra etniska grupper utsatta för kränkande handlingar, då andra raser än den "nordiska" ansågs sämre. Exempel på rasistisk forskning är den som bedrevs vid Statens institut för rasbiologi. Nationalromantiken innebar bland annat en åsiktsströmning där man ansåg att varje folk hade sin bestämmelse: lappar skulle vara lappar och sköta renar.  Istället för vanliga skolor så byggdes kåtaskolor, enligt 1913 års nomadskolereform. De började ersättas av modernare alternativ under 1940-talet, men ända in på 1950-talet fanns de ändå kvar längst upp i norr. Många samer menar att detta – även om nomadskolorna infördes i all välmening – var ett sätt att neka dem ordentlig utbildning och hindra dem från att moderniseras. Först under 1950-talet och 1960-talet började de samiska skolorna likna moderna skolor, även i skolplanen. 1977 bytte skolformen "nomadskola" namn till sameskola.
Mellan samerna och den svenska staten finns sedan lång tid tillbaka en grundläggande konflikt om mark och dess användning,  Flera rättsliga tvister har förekommit mellan renägande samer och svenska staten respektive markägare om vem som har rätt till marken, däribland Skattefjällsmålet och Nordmalingsmålet.

### Diskriminering
Samerna har börjat söka sig tillbaka till sina rötter och vill återknyta till sitt samiska arv även utan att äga renar. Den som är renskötare och talar samiska har hög status inom den samiska kulturen. Samer som inte var renskötare blev hänvisade till den svenska skolan. Den rasistiska politiken som bedrevs av svenska staten kallades för ”Lapp ska vara lapp.” Det finns många samer som hellre lever som svenskar efter den psykologiska mobbningen. Man mätte skallarna på samerna. Svenska forskare grävde i början av 1900-talet upp kranier från samiska gravar. Sametinget vill att 12 kranier ska återlämnas i samisk ägo. Det samiska Siida-systemet (samebyn) ska vara till hjälp med renskötsel och samisk gemenskap. Nomadiska renägande samer och svenska markägare har drivit rättsprocesser många gånger angående vem som har rätt till marken. Sametinget är en statlig myndighet som drivs av svenska staten. Samerna har förlorat ett stort antal betesmarker men Sametinget ser till att renskötare ändå klarar sig. Sametinget har i princip inte heller någon politisk makt utan det är istället den svenska staten som har full kontroll. 35 procent av de norska samisktalande samerna känner sig utsatta för diskriminering i dag. Den känslomässiga smärta som många samer känner kan ge upphov till fysiska sjukdomar som hjärtsjukdomar. Det finns många fler självmordsfall bland samer än bland svenskar. Assimileringen sedan medeltiden och framåt, gick fort och även om det ryktas om att samerna är folk med många förmåner, visade det sig att det bara är den renskötande minoriteten som får bidrag. Svenska regeringen hävdar att de inte är tillräckligt jämställda. Därför har regeringen satsat pengar för att de samiska kvinnorna ska bli jämställda med männen. Sametingets styrelseordförande har på senare tid varit kvinnor. Det är svårt för många att tala om att de är samer när det finns fördomar mot dessa. Det var förr vanligt att bli kallad lappdjävel så därför finns många samer som hellre lever som svenskar.

## Samiska språk
Huvudartikel: Samiska
De samiska språken och germanska språk är inte besläktade med varandra, men det förekommer lånord lånade bl.a. från svenska. Samerna lärde sig i viss utsträckning att skriva på samiska med germanernas runskrift. Man har funnit skrift på samiska språket i form av runskrift. Runorna finns även på vissa av samernas ceremonitrummor.

## Svastika på samiska trummor
Man har funnit minst en samisk trumma med en svastika med relation till den samiska åskguden Horagalles som tros komma från "Gamle Thor" (Þórr karl'). Svastikan har använts i många tidiga kulturer (bland annat den indiska), långt före 1900-talet.